# Gilhoc-sur-Ormèze

Gilhoc-sur-Ormèze este o comună în departamentul Ardèche din sud-estul Franței. În 1 ianuarie 2022 avea o populație de 473 de locuitori.